# Chinchinota styx
Chinchinota styx är en insektsart som beskrevs av Kramer 1967. Chinchinota styx ingår i släktet Chinchinota och familjen dvärgstritar. Inga underarter finns listade i Catalogue of Life.